# Liste der Kulturdenkmäler in Partenheim
In der Liste der Kulturdenkmäler in Partenheim sind alle Kulturdenkmäler der rheinland-pfälzischen Ortsgemeinde Partenheim aufgeführt. Grundlage ist die Denkmalliste des Landes Rheinland-Pfalz (Stand: 25. März 2025).

## Einzeldenkmäler
| Bezeichnung                           | Lage                                        | Baujahr                     | Beschreibung | Bild                           |
| ------------------------------------- | ------------------------------------------- | --------------------------- | --- | ------------------------------ |
| Wohnhaus                              | Hintergasse 34 Lage                         | 1770                        | verputztes Wohnhaus, teilweise Fachwerk, Kellerabgang bezeichnet 1770; gut erhaltene Ausstattung, insbesondere Schablonenmalereien des frühen 20. Jahrhunderts | BW                             |
| Evangelische Kirche                   | Pfarrgasse 2 Lage                           | 13. Jahrhundert             | ehemals St. Peter, zweischiffige spätgotische Dorfkirche, Turmuntergeschosse aus dem 13. Jahrhundert, Aufstockung 1747; spätmittelalterliche (?) Friedhofsmauer; vier Grabsteine des 19. Jahrhunderts; Kriegerdenkmal 1914/18, Kunststein, 1920er Jahre                                        | weitere Bilder Fotos hochladen |
| Evangelischer Pfarrhof                | Pfarrgasse 4 Lage                           | 1732                        | ehemaliger evangelischer Pfarrhof; barocker Walmdachbau, teilweise Fachwerk, 1732; Scheune mit Fachwerkgiebeln, 18. Jahrhundert | weitere Bilder Fotos hochladen |
| Katholische Kirche Mariae Himmelfahrt | Pfarrgasse 8 Lage                           | 1720                        | Saalbau, bezeichnet 1720 | weitere Bilder Fotos hochladen |
| Schloss Wallbrunn                     | Schlossgasse 7/9, Vordergasse 57 Lage       | 13. Jahrhundert             | im Kern aus dem 13. Jahrhundert (?); große dreigeschossige, vierflügelige Renaissance-Anlage, 1760; spätbarock erneuerte Ostfassade mit Mittelrisalit, bezeichnet 1595, übrige Flügel 1609, spätmittelalterlicher Wehrturm; Wappenstein, bezeichnet 1518; Orangerie, Scheunen, 17. Jahrhundert | weitere Bilder Fotos hochladen |
| Portal                                | Schmiedgasse, an Nr. 1 Lage                 | 1761                        | spätbarockes Oberlichtportal, bezeichnet 1761 | weitere Bilder Fotos hochladen |
| Hofanlage                             | Untere Zwerchgasse 2 Lage                   | 1694                        | Hofanlage; barockes Wohnhaus, teilweise Zierfachwerk, bezeichnet 1694 und 1704 | weitere Bilder Fotos hochladen |
| Kriegerdenkmal                        | Vordergasse Lage                            | 1873                        | Kriegerdenkmal 1870/71, Obelisk, bezeichnet 1873 | weitere Bilder Fotos hochladen |
| Wohnhaus                              | Vordergasse 20 Lage                         | 1700                        | barockes Fachwerkhaus, teilweise massiv, bezeichnet 1700 | weitere Bilder Fotos hochladen |
| Wohnhaus                              | Vordergasse 28 Lage                         | Anfang des 19. Jahrhunderts | langgestrecktes Fachwerkhaus, Anfang des 19. Jahrhunderts; Bruchsteinscheune, 19. Jahrhundert; bauliche Gesamtanlage | weitere Bilder Fotos hochladen |
| Amtshaus (Wambold'scher Hof)          | Vordergasse 46/48 Lage                      | 1737                        | ehemaliges Amtshaus der Wambolt von Umstadt, genannt Wambold'scher Hof; Nr. 48: barocker, abgewalmter Mansarddachbau, bezeichnet 1737; Nr. 46: eingeschossiger Verwalterbau, bezeichnet 1760; bauliche Gesamtanlage                                                                            | weitere Bilder Fotos hochladen |
| Kellerei                              | Vordergasse 66 Lage                         | 1726                        | ehemalige Kellerei der Herren von Wallbrunn; barocker Mansarddachbau, bezeichnet 1726, Veränderungen im 19. Jahrhundert | weitere Bilder Fotos hochladen |
| Portal                                | Vordergasse, in Nr. 72 Lage                 | 1561                        | Renaissance-Portal im ehemaligen Freihof derer von Partenheim, bezeichnet 1561, Wappen von Partenheim und von Leyen; Rundbogenöffnung in der Außenwand eines Turmfragments | BW                             |
| Wasserbehälter                        | westlich des Ortes; Flur Im Spießacker Lage | 1905                        | turmartiger Bossenquadertypenbau, Jugendstil, bezeichnet 1905 | weitere Bilder Fotos hochladen |